# Siedlung Mehlen
Die Siedlung Mehlen ist ein Wohnplatz, der auf der Gemarkung des Werbacher Ortsteils Wenkheim im Main-Tauber-Kreis in Baden-Württemberg liegt.

## Geographie
Die unter zwei Dutzend Gebäude umfassende Siedlung Mehlen liegt naturräumlich gesehen im Unterraum Tauberberg der Landschaft des Tauberlands. Es ist der östlichste Ort der Gemeinde Werbach. 
Die Siedlung Mehlen wird durch den Talgraben entwässert, der bei Brunntal von rechts in den Setzengraben fließt, bevor dieser wiederum kurz vor Werbachhausen von links in den Welzbach mündet. Bei Werbach mündet der Welzbach schließlich von rechts in die untere Tauber.
Die nächstgelegenen Orte sind Hof Baiertal etwa 1 km ostsüdöstlich, die Gemeinde Großrinderfeld etwa 2 km südöstlich, Brunntal etwa 2 km westsüdwestlich und Wenkheim etwa 2 km nordwestlich.

## Geschichte
Auf einem Badischen Gemarkungsplan von 1909 zur Altgemeinde Wenkheim ist das zu diesem Zeitpunkt noch unbesiedelte Gewann Mehlen eingezeichnet.

## Kultur und Sehenswürdigkeiten
Kulturdenkmale des Wohnplatzes Siedlung Mehlen sind in der Liste der Kulturdenkmale in Wenkheim aufgeführt.

## Verkehr
Die Siedlung Mehlen liegt an der K 2882, die Wenkheim mit Großrinderfeld verbindet.